# Österreichische Jungarbeiterbewegung
Die Österreichische Jungarbeiterbewegung (ÖJAB) ist ein gemeinnütziger Verein und Heimträger von 23 Studierenden- und Jugendwohnheimen.
Der Verein bietet außerdem in vier Wohn- und Pflegeheimen stationäre Pflege, mobile Pflege sowie betreutes Wohnen für Senioren an und ist in den Bereichen Bildung, Europaarbeit, Integration, Flüchtlingshilfe und Entwicklungszusammenarbeit tätig. Zusätzlich gründete die ÖJAB 2020 die Pflegeschule der ÖJAB in Wien, an der Ausbildung zur Pflegeassistenz absolviert werden kann.
Die ÖJAB wurde 1946 von Bruno Buchwieser junior gegründet und ist eine parteipolitisch und konfessionell unabhängige Jugendorganisation. Sie stellt über 4800 Wohnplätze in Wien, Salzburg, Graz, Krems/Donau, Eisenstadt, Mödling, Bad Gleichenberg, Güssing und Grimmenstein bereit.
Jährlich nehmen 1600 zum Teil sozial benachteiligte Jugendliche und Erwachsene an Bildungsmaßnahmen der ÖJAB in Form von Arbeitsmarktintegrationsmaßnahmen und europäischen und internationalen Kooperationen teil. Mit Projekten in Burkina Faso ist die ÖJAB im Bereich der Entwicklungszusammenarbeit aktiv.

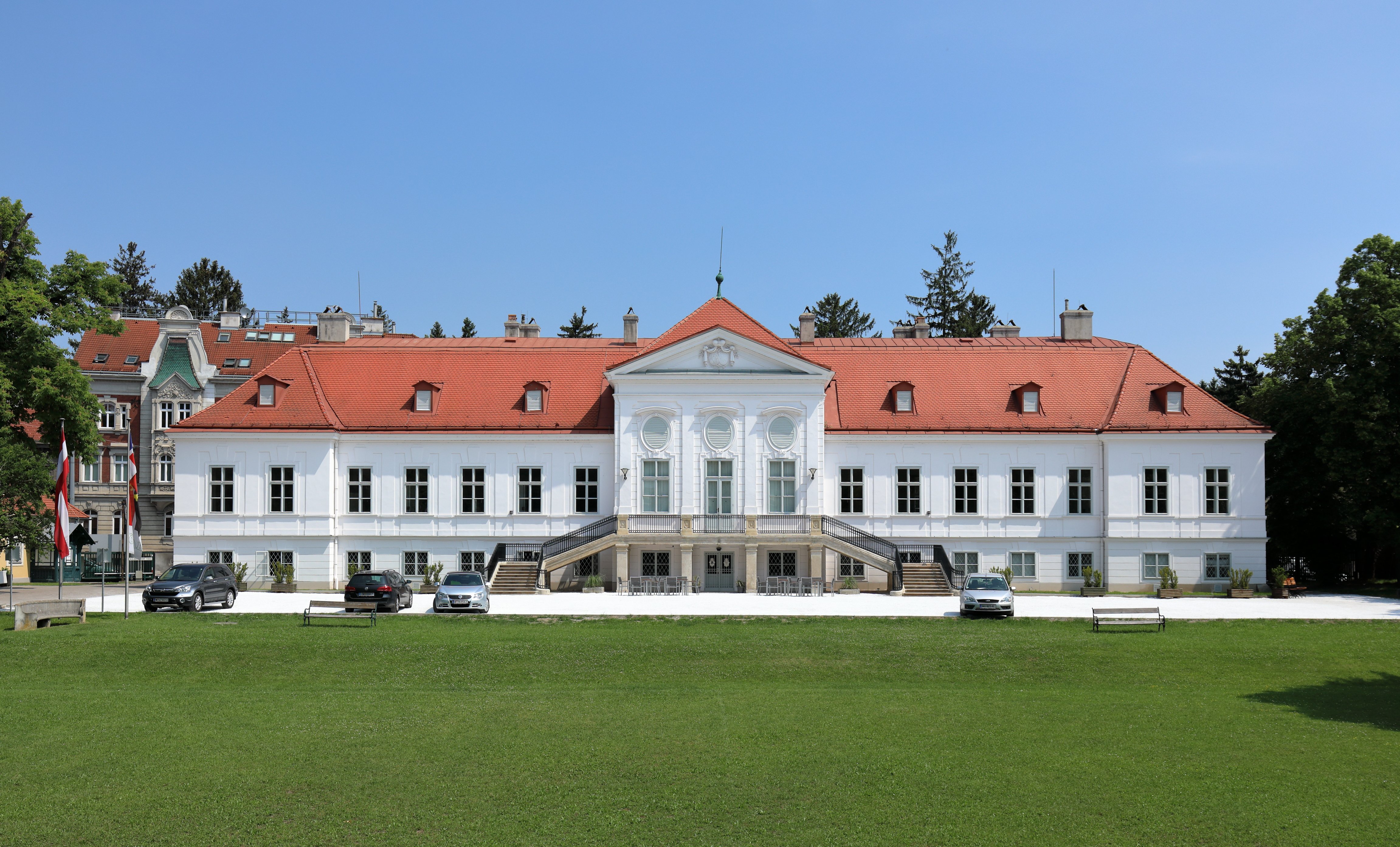
Das Schloss Miller-Aichholz als Teil des ÖJAB-Europahauses Dr. Bruno Buchwieser in Wien.

Insgesamt ist die ÖJAB in Österreich an 43 Standorten tätig, darunter sind 29 Wohnheime. Sie beschäftigt 820 Mitarbeiter, darunter 560 im Pflege- und Bildungsbereich, sowie ehrenamtliche Mitarbeiter.
Die Österreichische Jungarbeiterbewegung hat mit Stand 2023 drei Tochterunternehmen: die LIVE by ÖJAB GmbH, die Europahaus Wien GmbH in Wien-Hütteldorf sowie die ÖJAB Waldpension in Grimmenstein, Niederösterreich.

## Zweck des Vereins
Der Verein definiert das Ziel seiner Tätigkeiten in folgender Weise: „Die ÖJAB bietet allen ihr anvertrauten Menschen das Zuhause und die Zugehörigkeit, welche für Wachsen, Lernen und Reifen notwendig sind. Das erklärte Ziel ist, dass Menschen lernen, ihr Leben unabhängig von der Lebenssituation und vom Alter selbständig zu meistern.“

## Geschichte

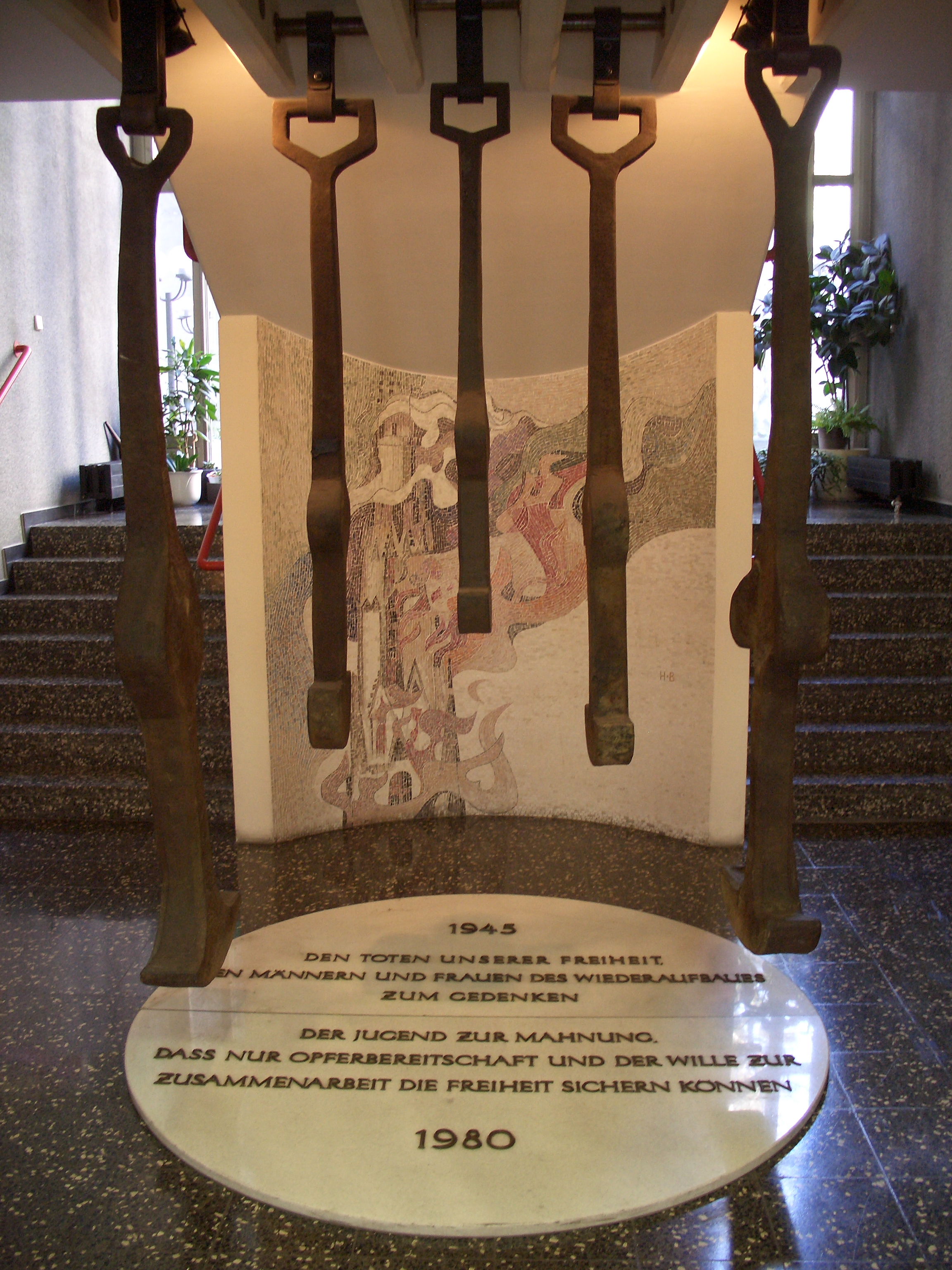
Die erhalten gebliebenen Klöppel des Doms zu St. Stephan in der ÖJAB-Zentrale in Wien

Die Österreichische Jungarbeiterbewegung wurde 1946 von Bruno Buchwieser junior, der zu dieser Zeit als Einsatzleiter für den Wiederaufbau des Wiener Stephansdomes bei der elterlichen Baufirma tätig war, gegründet. Bei der Firma Buchwieser waren zu dieser Zeit junge Bauarbeiter, die aus verschiedenen Teilen Österreichs nach Wien kamen, beschäftigt. Um eine Unterkunft für diese jungen Arbeiter bereitzustellen, schuf Buchwieser gemeinsam mit Freunden in einer Bombenruine in der Himmelpfortgasse in Wien einen Wohnplatz für die Arbeiter. Folglich entstand das erste Wohnheim der ÖJAB, wo sich eine Gemeinschaft von jungen Menschen entwickelte – die „Jungarbeiterbewegung“.
Nach und nach wurden weitere Wohnheime in Wien und in weiteren Städten Österreichs gegründet, in denen sich junge Menschen ansiedelten.
Seit 1980 hängen Klöppel der 1945 zerstörten Glocken von St. Stephan in der ÖJAB-Zentrale, Mittelgasse 16, 1060 Wien. (Foto) Auf dem Mosaik hinter den Klöppeln, das von Hermann Bauch stammt, ist der brennende Stephansdom des Jahres 1945 zu sehen.
Der österreichische Bundespräsident der Jahre 1974 bis 1986, Rudolf Kirchschläger, war ein Ehrenmitglied der Österreichischen Jungarbeiterbewegung und trat als Fürsprecher, Ratgeber und Schirmherr des Vereins auf. Die ÖJAB benannte ein Studierendenwohnheim nach ihm, welches von allen österreichischen Landesregierungen mitfinanziert wurde: das ÖJAB-Haus Dr. Rudolf Kirchschläger.

### Das ÖJAB-Wappen
Bald nach der Gründung der ÖJAB schufen die ersten Vereinsmitglieder ein Wappen, um ihre Leitideen und Überzeugungen zu verdeutlichen:
- das rot-weiß-rote Feld für die österreichische Fahne, um die Bekenntnis zu Österreich zu verdeutlichen
- das schwarze, rote und blaue Feld für die drei Parteien, die in der Gründungszeit der ÖJAB im Parlament vertreten waren, wurden zur Visualisierung der parteipolitischen Unabhängigkeit gewählt
- das Zahnrad: als Symbol für die verbindende Arbeit, die von dem Hauptziel getragen ist, der Jugend eine Chance zu geben
- das Kreuz in der Mitte des Wappens: als Symbol für Humanismus auf der Basis einer christlichen Weltanschauung

## Tätigkeitsfelder der ÖJAB
Die vier Arbeitsschwerpunkte der ÖJAB sind:
- Studierende & Jugend
- Senioren & Pflege
- Bildung & Integration
- Entwicklungszusammenarbeit

### Studierende und Jugend
Insgesamt stellt die ÖJAB 23 Wohnheime für Studierende und Jugendliche in Österreich bereit. Als gemeinnützige Organisation bietet die ÖJAB Heimplätze im niedrigeren Preissektor an. In jedem Wohnheim befindet sich eine hauptamtliche Heimleitung vor Ort, und zumeist wohnen die Heimleiterinnen und Heimleiter auch selbst im Wohnheim. Dadurch strebt die ÖJAB die Umsetzung ganzheitlicher Jugendbildungsziele an, wie die Förderung von Toleranz, Rücksichtnahme und gegenseitigem Vertrauen sowie die Vermittlung von gemeinschaftlichen Werten für ein respektvolles Zusammenleben und die Pflege von Freundschaften.
In jedem ÖJAB-Wohnheim sind Studierende und Jugendliche zu gemeinschaftlichen Aktivitäten und Projekten eingeladen, wobei die Heimleitung bei der Organisation unterstützend mitwirkt, beispielsweise in den Bereichen Sport, Musik, Theater, Generationen und Soziales.
Die ÖJAB ist Mitglied der Österreichischen Bundesjugendvertretung.

#### Stipendien
Jährlich vergibt die ÖJAB folgende Stipendien, welche nach Förderern der ÖJAB-Jugendsozialarbeit benannt sind und an Bewohner aufgrund von sozialem bzw. finanziellem Unterstützungsbedarf und gutem Ausbildungserfolg gewährt werden:
- Dr. Josef Pühringer-Stipendium der ÖJAB, benannt nach Dr. Josef Pühringer, ehemaliger oberösterreichischer Landeshauptmann und Ehrenmitglied der ÖJAB.
- Hans Niessl-Stipendium der ÖJAB, benannt nach Hans Niessl, ehemaliger burgenländischer Landeshauptmann und Ehrenmitglied der ÖJAB.
- Dr. Rudolf Kirchschläger-Stipendium der ÖJAB, im Andenken an den verstorbenen österreichischen Bundespräsidenten Rudolf Kirchschläger, der Ehrenmitglied und Schirmherr der ÖJAB war.
- Liese Prokop-Stipendium der ÖJAB im Andenken an die verstorbene Innenministerin und zuvor langjährige niederösterreichische Politikerin Liese Prokop, die Ehrenmitglied der ÖJAB war.

Für Studierende, die finanzielle Unterstützung für ihren Heimplatz in einem ÖJAB-Wohnheim benötigen und einen guten Studienerfolg haben, stiftet der international tätige Anbieter für Telekommunikationslösungen Huawei jährlich drei Stipendien.

### Senioren und Pflege
Für pflegebedürftige Senioren betreibt die ÖJAB vier Wohn- und Pflegeheime mit Alterskrankenpflege- und Betreuungsleistungen in Wien, Güssing und Salzburg. Betreutes Wohnen, auch für Menschen mit Behinderungen, wird in der ÖJAB Waldpension in Grimmenstein in Niederösterreich angeboten. Die Wohn- und Pflegeheime der ÖJAB stehen aufgrund von öffentlichen Förderungen allen Menschen, unabhängig von ihren finanziellen Möglichkeiten, offen. In den Pflegewohnheimen sind persönlich eingerichtete Zimmer und Haustiere gestattet, und Kinder und Menschen jüngeren Alters werden in gemeinsame Aktivitäten einbezogen. Die sogenannte „Aktivierende Pflege“ wird praktiziert, deren Ziel es ist, vorhandene Möglichkeiten und Interessen zu fördern und zu verstärken.
Die ÖJAB-Hauskrankenpflege ermöglicht es Menschen, die Pflege- und Betreuungsleistungen in ihrer häuslichen Umgebung in Anspruch zu nehmen.
In den 1980er Jahren äußerten Personen, die in ihrer Jugend in einem ÖJAB-Haus gelebt hatten, den Wunsch, im fortgeschrittenen Alter erneut in ein Heim der ÖJAB ziehen zu wollen. Dies war ein Anlass für die ÖJAB, Pflegewohnheime für Senioren zu schaffen.
Die österreichische Künstlerin Birgit Schweiger gestaltete 2019 das Studierendenwohnheim ÖJAB-Haus Niederösterreich 1 und 2022 das ÖJAB-Pflegewohnhaus Neumargareten mit malerisch-grafischer, dokumentarischer und installativ-raumgreifender Kunst. Dabei bezog sie Lebensgeschichten und Erzählungen der Bewohner ein.
Die ÖJAB bietet außerdem eine Ausbildung für den Pflegeberuf: In der Wiener Pflegeschule der ÖJAB werden Lehrgänge für Pflegeassistenz durchgeführt.

### Bildung und Integration
Die ÖJAB führt nationale und internationale Bildungsprojekte durch und setzt sich für Integrationsmaßnahmen ein. Dazu dient unter anderem das 1969 gegründete BPI der ÖJAB – Berufspädagogische Institut, eine Privatschule mit Öffentlichkeitsrecht, deren Schulerhalterin die ÖJAB ist.
In Mödling (Niederösterreich) und in Wien bietet das BPI der ÖJAB vor allem technische, kaufmännische und sprachliche Berufsausbildungen, Berufsorientierungen und Integrationsbegleitung in den Arbeitsmarkt, Kompetenzchecks, ein Kompetenzzentrum zur beruflichen Anerkennung und Deutschkurse (Sprachniveau nach dem Europäischen Referenzrahmen A1 bis B2) an. Die Maßnahmen und Projekte richten sich überwiegend an Menschen aus benachteiligten sozialen Verhältnissen und auch an Flüchtlinge.
Jugendliche ab 15 Jahren mit einem starken sonder‐ oder sozialpädagogischem Förderbedarf, die keine Ausbildungs- und Berufsperspektive haben, unterstützt die ÖJAB im Rahmen des Projekts AusbildungsFit. Auf diese Weise werden die Jugendlichen auf ihrem Weg zu einer selbstständigen Berufs‐ und Lebensführung begleitet.
Bereits seit den 1950er Jahren werden außerdem Asylwerber und Flüchtlinge, die aus verschiedenen Teilen der Erde nach Österreich kommen, in den Wohnheimen der ÖJAB aufgenommen. Im Rahmen von Projekten des Berufspädagogischen Instituts der ÖJAB haben Flüchtlinge die Möglichkeit, an Ausbildungs- und Integrationsmaßnahmen teilzunehmen.
Die europäische Bildungsarbeit der ÖJAB umfasst europäische Kooperationsprojekte der beruflichen Aus- und Weiterbildung von Jugendlichen und Erwachsenen.
Seit 1947 bekennt sich die ÖJAB zum Ziel eines vereinten Europas. Sie wurde Mitbegründerin von Europahäusern in Eisenstadt, Graz, Salzburg, Klagenfurt und Wien als unabhängige Bildungsinstitutionen. Diese führen auch heute noch eigenständig europabezogene Bildungsveranstaltungen durch, beispielsweise das Europahaus Burgenland, das seinen Sitz im Studierendenwohnheim ÖJAB-Haus Eisenstadt hat.
Die ÖJAB nahm in ihrer Geschichte häufig an Jugendaustauschprojekten teil oder organisierte diese selbst.
Gegenwärtig führt die ÖJAB Jugendaustausche mit Japan durch, und zwar mit der NIHON YUAI Kyoukai in Tokio, deren Präsident der frühere japanische Premierminister Yukio Hatoyama ist, und mit Kai-You-Kai in Wakayama, einer Mitgliedsorganisation der IYEO – International Youth Exchange Organization of Japan.

### Entwicklungszusammenarbeit
Im Bereich ÖJAB-Entwicklungszusammenarbeit liegt der Aktivitätsschwerpunkt in Burkina Faso und in der technischen Berufsausbildung, der Schneiderinnenausbildung für junge Frauen und in der Verbesserung der Wasserversorgung und Hygiene. In der Hauptstadt Ouagadougou ist die ÖJAB mit einer Repräsentanz vertreten und führt verschiedene Projekte durch.
Ziel dabei ist die Verbesserung der Lebensbedingungen der Menschen in Burkina Faso. Die Projektfinanzierung erfolgt durch Subventionen, Kooperationspartner und in Österreich gesammelte Spenden.
1961 begann die ÖJAB mit Entwicklungszusammenarbeit in Burkina Faso (damals: Obverolta). 1970 gründete sie in der Hauptstadt Ouagadougou eine technisch-gewerbliche Fachschule.
In Bürogemeinschaft mit der ÖJAB-Zentrale in der Mittelgasse 16, 1060 Wien, befinden sich seit 1966 das Honorarkonsulat für Burkina Faso sowie der Sitz der Österreichisch-Burkinischen-Gesellschaft.

## ÖJAB-Publikationen
Seit Juni 2013 publiziert die ÖJAB vierteljährlich eine vereinseigene Zeitschrift unter dem Namen „senf. Das ÖJAB-Magazin zum Mitreden“ mit Berichten über die Tätigkeitsbereiche der ÖJAB und ihre Projekte und über damit zusammenhängende Themen. Seit Mai 2023 führt die ÖJAB ihren Podcast „Gemeinsam Zukunft Gestalten“, bei dem unter anderem gemeinsam mit Geschäftsführerin Monika Schüssler über für die ÖJAB bedeutende Themen diskutiert wird.